# Niszczyciele rakietowe projektu 1155
Niszczyciele rakietowe projektu 1155 – radzieckie niszczyciele rakietowe przeznaczone do zwalczania okrętów podwodnych. Pierwszy niszczyciel tego typu wszedł do służby w roku 1980. Projekt miał nazwę kodową Friegat, a nieoficjalnie określane są jako typ Udałoj od nazwy pierwszego okrętu, natomiast w kodzie NATO noszą oznaczenie typ Udaloy I. W połowie lat 80 XX wieku rozpoczęły się prace nad wielozadaniową wersją okrętów, oznaczonych jako projekt 1155.1, znany na Zachodzie jako typ Udaloy II. Zbudowano 12 jednostek projektu 1155 i 1 jednostkę ulepszonego projektu 1155.1.

## Historia
W 60 XX wieku w ZSRR, wraz z rozwojem techniki rakietowej i dużą masą nowych systemów uzbrojenia i wyposażenia, podjęto decyzję o rezygnacji z budowy jednostek uniwersalnych na rzecz okrętów wyspecjalizowanych w wykonywaniu konkretnych operacji. W wyniku wprowadzenia w życie tej koncepcji powstały w latach 70. dwa typy okrętów zbliżonej wielkości: niszczyciele rakietowe projektu 956 przeznaczone do zwalczania celów powietrznych i nawodnych i jednostki projektu 1155 przeznaczone do zwalczania okrętów podwodnych, klasyfikowane oficjalnie nie jako niszczyciele, ale duże okręty przeciwpodwodne (BPK – bolszyj protiwołodocznyj korabl).
Okręty projektu 1155 (nazwa kodowa Friegat) początkowo, według założeń z lat 1972–1973, miały być następcami dozorowców (fregat) projektu 1135, o wyporności standardowej ograniczonej do 4000 ton. Celem było zwiększenie ich możliwości przez wprowadzenie śmigłowca pokładowego i ulepszonych stacji hydrolokacyjnych. W toku projektowania jednak okręty znacznie powiększono, głównie z powodu chęci zainstalowania stacji hydrolokacyjnej o dużym zasięgu, i wyporność wzrosła do prawie 7000 ton. Umożliwiło to także zastosowanie nowego, zajmującego więcej miejsca systemu pocisków przeciwlotniczych Kinżał i po raz pierwszy w ZSRR na okrętach tej wielkości, dwóch śmigłowców pokładowych. Pociągnęło to za sobą budowę nowej większej pochylni w stoczni Jantar w Królewcu, wybranej na producenta okrętów. W efekcie nowe okręty stały się w istocie następcami krążowników projektu 1134B, także klasyfikowanych jako duże okręty przeciwpodwodne (BPK), od których mają większe możliwości zwalczania okrętów podwodnych, a jedynie system przeciwlotniczy o mniejszym zasięgu, chociaż nowocześniejszy. Na zachodzie powszechnie okręty projektu 1155 uznawane są za niszczyciele, niemniej w części literatury określane są jako krążowniki.
Z 12 znajdujących się w służbie jednostek projektu 1155, w 2016 roku w służbie pozostawało 7.

## Okręty
| Nazwa okrętu                                                         | Stocznia, numer budowy      | Położenie stępki     | Wodowanie        | Wejście do służby |
| -------------------------------------------------------------------- | --------------------------- | -------------------- | ---------------- | ----------------- |
| Udałoj                                                               | Jantar, Królewiec, 111      | 23 lipca 1977        | 5 lutego 1980    | 31 grudnia 1980   |
| Wiceadmirał Kułakow                                                  | im. Żdanowa, Leningrad, 731 | 4 listopada 1977     | 16 maja 1980     | 29 grudnia 1981   |
| Marszał Wasilewski                                                   | im. Żdanowa, Leningrad, 732 | 22 kwietnia 1979     | 29 grudnia 1981  | 8 grudnia 1983    |
| Admirał Zacharow                                                     | Jantar, Królewiec, 112      | 16 października 1981 | 4 listopada 1982 | 30 grudnia 1983   |
| Admirał Spiridonow                                                   | Jantar, Królewiec, 113      | wrzesień 1981        | luty 1983        | 30 grudnia 1984   |
| Admirał Tribuc                                                       | im. Żdanowa, Leningrad, 733 | 19 kwietnia 1980     | 26 marca 1983    | 30 grudnia 1985   |
| Marszał Szaposznikow                                                 | Jantar, Królewiec, 114      | lipiec 1983          | styczeń 1985     | 30 grudnia 1985   |
| Siewieromorsk (ex Simferopol, ex Marszał Budionny, ex Marszał Żukow) | Jantar, Królewiec, 115      | 12 czerwca 1984      | 24 grudnia 1985  | 30 grudnia 1987   |
| Admirał Lewczenko                                                    | im. Żdanowa, Leningrad, 734 | 27 stycznia 1982     | 21 lutego 1985   | 30 września 1988  |
| Admirał Winogradow                                                   | Jantar, Królewiec, 116      | 5 lutego 1986        | 4 czerwca 1987   | 30 grudnia 1988   |
| Admirał Charłamow                                                    | Jantar, Królewiec, 117      | 7 czerwca 1986       | 29 czerwca 1988  | 30 grudnia 1989   |
| Admirał Pantielejew                                                  | Jantar, Królewiec, 118      | wrzesień 1987        | grudzień 1988    | 19 grudnia 1991   |

## Wersja rozwojowa
Po wprowadzeniu do służby pierwszych jednostek projektu 1155 rozpoczęto prace nad uczynieniem projektu bardziej uniwersalnym i przystosowaniem do zwalczania celów nawodnych i powietrznych, instalując część systemów z niszczycieli proj. 956. Nowe okręty projektu 1155.1 miały być przeciwwagą dla najnowszych amerykańskich niszczycieli rakietowych typu Arleigh Burke. Przed 1991 rozpoczęto budowę jedynie 2 jednostek tego typu, z czego ukończono jedną. Budowę okrętu „Admirał Czabanienko” rozpoczęto w 1989. Wodowanie miało miejsce w 1992, wejście do służby w Rosyjskiej Marynarce Wojennej nastąpiło w styczniu 1999. Drugi znajdujący się w budowie złomowano, a z budowy trzeciej jednostki zrezygnowano.